# Edith Mühlgaszner
Edith Mühlgaszner (* 27. Dezember 1951 in Schandorf als Edith Bencsics) ist eine ehemalige österreichische Politikerin (SPÖ) und Bezirksschulinspektorin. Mühlgaszner war von 1991 bis 1998 Abgeordnete zum Burgenländischen Landtag.

## Ausbildung und Beruf
Edith Mühlgaszner wurde als Tochter des Landwirts Emmerich Bencsics aus Schandorf geboren und wuchs mit burgenlandkroatischer Muttersprache auf. Sie besuchte die Volksschule in Schandorf und drei Klassen der Hauptschule Rechnitz. Danach wechselte sie ein Jahr an die Hauptschule Steinberg und absolvierte anschließend das musischpädagogische Realgymnasium Theresianum Eisenstadt, an dem sie 1970 die Matura ablegte. Danach studierte sie Slawistik in den Sprachen Serbokroatisch und Russisch an der Universität Graz und schloss ihr Studium 1986 mit dem akademischen Grad Mag. phil. ab. Zuvor hatte sie 1972 die Lehrbefähigung für Volksschulen und 1974 für Hauptschulen erworben und arbeitete von 1972 bis 1981 als Lehrerin an der Hauptschule Rechnitz. Danach war sie von 1981 bis 1990 Lehrerin und Direktorin an der Volksschule Dürnbach (Gemeinde Schachendorf). Per 1. Juni 1990 wurde sie zur Bezirksschulinspektorin für das kroatische Schulwesen im Burgenland berufen.

## Politik
Mühlgaszner trat 1971 der SPÖ bei und war ab 1981 Ausschussmitglied der SPÖ-Schandorf. 1987 übernahm sie die Funktion der SPÖ-Ortsvorsitzenden und war ab 1989 Gemeinderätin. Zudem wurde sie 1989 geschäftsführende Bezirksfrauenvorsitzende des Bezirks Oberwarts und vertrat die SPÖ zwischen dem 18. Juli 1991 und dem 27. Jänner 1998 im Burgenländischen Landtag. Daneben war sie von 1990 bis 1996 Vorsitzende der Volkshochschule der Burgenländischen Kroaten und ab 1993 Vorsitzende der Volkshilfe Burgenland. Des Weiteren gehörte sie dem Volksgruppenbeirat für die kroatische Volksgruppe an.